# Copris reflexus
Copris reflexus là một loài bọ cánh cứng trong họ Bọ hung (Scarabaeidae).